# Захаревич Валерій Володимирович
Валерій Володимирович Захаревич (рос. Валерий Владимирович Захаревич, нар. 14 вересня 1967, Бекабад, Узбецька РСР, СРСР) — російський фехтувальник на шпагах, срібний (1996 рік) та бронзовий призер Олімпійських ігор (1992 рік).

## Виступи на Олімпіадах
| Олімпіада      | Дисципліна          | Місце |
| -------------- | ------------------- | ----- |
| Барселона 1992 | командна шпага      | 3     |
| Атланта 1996   | індивідуальна шпага | 30    |
| Атланта 1996   | командна шпага      | 2     |